# Duško Bogdanović
Duško Bogdanović je novinar i publicista. 
Rođen u Novom Sadu 8. februara 1947. gde je završio osnovno i gimnazijsko školovanje. Diplomirao novinarstvo na Fakultetu političkih nauka u Beogradu. Uz ostalo, bio glavni i odgovorni urednik Informativnog programa Televizije Novi Sad, šef dopisništva radija Slobodna Evropa za Vojvodinu i šef dopisništva Borbe i Naše Borbe za Vojvodinu. Kolumnista je u mnogim novinama Srbije i zemalja bivše Jugoslavije. Autor je 15 knjiga. Takmičarski se bavio hokejom, fudbalom i vaterpolom i u sva tri sporta nastupao za novosadsku Vojvodinu. Oženjen je Milom Radivojević, mikrobiologom iz Novog Sada. Otac Lene, poznate srpske glumice, koja živi u Beogradu.